# William Negri
William Negri (Bagnolo San Vito, 1935. július 30. – Mantova, 2020. június 26.) válogatott olasz labdarúgó, kapus, edző.

## Pályafutása

### Klubcsapatban
1948 és 1952 között az Indomita Mantova, 1952 és 1954 között a Governolese, 1954 és 1963 között a Mantova labdarúgója volt. Közben 1957-ben kölcsönben a Palermo, majd 1957–58-ban a Bagheria játékosa volt. 1963 és 1967 között a Bologna kapusa. Tagja volt az 1963–64-es idényben bajnoki címet nyert csapatnak. 1967-ben kölcsönben korábbi klubja, a Mantova játékosa volt. 1967–68-ban a Vicenza, 1968–69-ben a Genoa kapusa volt. 1970–71-ben a Mantova csapatánál fejezte be az aktív labdarúgást, miközben az együttesnél már kapusedzőként is dolgozott.

### A válogatottban
1962 és 1965 között 12 alkalommal szerepelt az olasz válogatottban.

### Edzőként
1970–71-ben a Mantova kapusedzője, 1972–73-ban a vezetőedzője volt. 1988–89-ben a Modena szakmai munkáját irányította.

## Sikerei, díjai
Bologna
- Olasz bajnokság (Serie A)
  - bajnok: 1963–64